# Rangrulla
Rangrulla är en lista över statliga ämbeten, officersgrader och ordnar m. m., som tjänar till att rangordna personer efter deras position i samhället.
Rangrullorna blev som mest populära under 1800-talet, när de statliga myndigheterna byggdes ut med allt fler titlar, samtidigt som de sociala konventionerna fick en allt mer komplicerad utformning. Vid formellare bjudningar var det viktigt att gäster placerades och inbjöds efter deras formella rang, och för att undvika fadäser inom området upprättades rangrullor efter vilka man utifrån en persons utmärkelser kunde placera personen på rangskalan.
Under 1900-talet minskade rangrullans betydelse, men har fortsatt leva kvar i vissa kretsar långt fram i tiden. Riksmarskalksämbetet gav från 1930 ut en placeringslista till ledning vid Kungl. Maj:ts hov, som knöt an till den tidigare rangrullan. Den infogades 1975 i hovkalendern, men har sedan 2012 utgått.